# Seven Oaks (Karolina Południowa)
Seven Oaks – jednostka osadnicza w Stanach Zjednoczonych, w stanie Karolina Południowa, w hrabstwie Lexington.